# Tracheplexia galleyi
Tracheplexia galleyi là một loài bướm đêm trong họ Noctuidae.